# Cəlal Mirzəyev

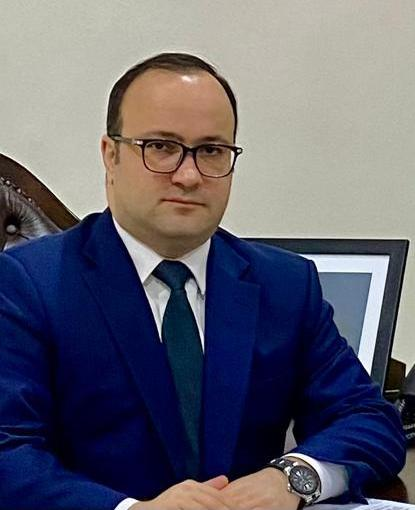
Cəlal Mirzəyev (2021)

Cəlal Mirzəyev (* 17. Oktober 1977 in Masallı, Aserbaidschanische Sozialistische Sowjetrepublik, Sowjetunion) ist ein aserbaidschanischer Diplomat.

## Werdegang
Mirzəyev war ab 1993 an der Staatlichen Universität Baku, wo er 1997 einen Bachelor- und 1999 einen Master-Titel in Internationale Beziehungen erhielt.
Direkt nach dem Studium begann er mit seiner Arbeit im Außenministerium Aserbaidschans, wo er zunächst als Referent und Attaché in der Abteilung für internationale Organisationen tätig war. Zunächst als Dritter, später als Zweiter Sekretär war Mirzəyev dann von 2001 bis 2003 an der Ständigen Vertretung Aserbaidschans bei den Vereinten Nationen in New York tätig, bevor er als Zweiter Sekretär bis 2005 an die Vertretung Aserbaidschans bei der NATO in Brüssel wechselte. Es folgten bis 2007 der Posten als Erster Sekretär in der Abteilung für Sicherheitsfragen und Erste Territoriale Abteilung (West) im Außenministerium, bis 2009 als Erster Sekretär an der aserbaidschanischen Botschaft in Malaysia und bis 2011 als Leiter der Abteilung I Europa (Großbritannien und nordische Länder), Erste Territoriale Abteilung (West).
Von 2011 bis 2015 war Mirzəyev Counselor der Ständigen Vertretung Aserbaidschans beim Europarat in Straßburg, bis 2017 Stellvertretender Leiter der Abteilung für Amerika im Außenministerium und schließlich Chargé d’affaires der aserbaidschanischen Botschaft in den Niederlanden. Am 27. September 2019 wurde Mirzəyev zum aserbaidschanischen Botschafter für Indonesien ernannt. Die Akkreditierung nahm Indonesiens Präsident Joko Widodo am 20. November 2019 persönlich entgegen. Die Zweitakkreditierung für Osttimor übergab Mirzəyev aufgrund der Corona-Pandemie per Videokonferenz am 11. November 2021.

## Sonstiges
Mirzəyev spricht Aserbaidschanisch, Russisch, Französisch und Englisch. Er ist verheiratet und hat drei Kinder.